# Callas et Onassis

Callas et Onassis est un téléfilm italo-suisse en deux parties, réalisé par Giorgio Capitani diffusé les 6 et 7 novembre 2005 sur Canale 5. 

## Synopsis
Ce téléfilm retrace la rencontre et la vie amoureuse de Maria Callas et Aristote Onassis.

## Fiche technique
- Titre : Callas et Onassis
- Titre original : Callas e Onassis
- Réalisateur : Giorgio Capitani
- Scénario : Laura Ippoliti, Maura Nuccetelli et Lea Tafuri
- Genre : dramatique (biographie).
- Musique : Marco Frisina
- Photographie : Fabio Zamarion
- Durée : en France, 2 épisodes de 110 et 95 min.
- Pays : Italie
- Langue : italien
- Couleur

## Distribution
- Luisa Ranieri : Maria Callas
- Gérard Darmon : Aristote Onassis
- Serena Autieri : Tina Onassis
- Augusto Zucchi : Titta Meneghini
- Roberto Álvarez : Costa
- Lucia Sardo : Bruna
- Orso Maria Guerrini : Khalemi
- Gabriele Ferzetti : Livanos
- François Marthouret : Georges Prêtre
- Helio Pedregal : Niarchos
- Mirta Pepe : Dana
- Anna Valle : Jackie Kennedy
- Gerry George : Winston Churchill
- Sydne Rome : Elsa
- Antonia Frering : Biki
- Andrea Refuto : Alessandro Onassis

## Sources
- telerama.fr.
- base de données du cinéma "IMDb": Callas et Onassis.